# Razavi Khorasan
Tỉnh Razavi Khorasan (tiếng Ba Tư: استان خراسان رضوی, Ostān-e Khorāsān-e Razavi) là một tỉnh nằm ở đông bắc Iran. Mashhad là trung tâm và là tỉnh lỵ của tỉnh.
Các thành phố, thị trấn khác gồm có Ghouchan, Dargaz, Chenaran, Sarakhs, Fariman, Torbat-e Heydarieh, Torbat-e Jam, Taybad, Khaf, Roshtkhar, Kashmar, Bardaskan, Nishapur, Sabzevar, Gonabad, Kalat, Khalil Abad và Mahvalat.
Razavi Khorasan là một trong ba tỉnh được tạo ra sau khi chia tỉnh Khorasan trong năm 2004.
Phía bắc giáp tỉnh Ahal của Turkmenistan, phía nam giáp tỉnh Nam Khorasan, phía đông giáp tỉnh Herat của Afghanistan, phía tây giáp các tỉnh Bắc Khorasan và Semnan.